# Штіволль
Штіволль (нім. Stiwoll) — муніципалітет округу Грац-Умгебунг в австрійській землі Штирія.
Входить до складу округу Грац-Умгебунг. Населення становить 707 осіб (на 31 грудня 2005 року). Займає площу 12,96 км². Офіційний код — 60647.